# Mayo D. Hersey
Mayo Dyer Hersey (Pawtuxet Neck, 30 agosto 1886 – Providence, 5 settembre 1978) è stato un ingegnere e fisico statunitense che fece parte del National Bureau of Standards e di altre agenzie governative, e fu professore di ingegneria alla Brown University. Ricevette, nel 1967, l'ASME Medal, ed il primo premio Mayo D. Hersey nel 1965..

## Biografia
Nacque nella contea di Providence, negli Stati Uniti d'America, nel 1886, da George Milbank Hersey e Alice Stafford (Budlong) Hersey. Ottenne la laurea dal Colorado College nel 1907 e nel 1910 la laurea in ingegneria meccanica al Massachusetts Institute of Technology. Quindi si laureò in matematica e fisica  all'Olivet College.
Dopo la laurea, nel 1910, Hersey iniziò la sua carriera di fisico al National Bureau of Standards, ora National Institute of Standards and Technology. Iniziò anche ad insegnare al Massachusetts Institute of Technology dal 1910 al 1922. Durante la prima guerra mondiale fece ricerche sugli strumenti aeronautici per il National Bureau of Standards.
Dopo aver lasciato il National Bureau of Standards, nel 1920, Hersey venne chiamato a far parte del U.S. Bureau of Mines, a Pittsburgh, come capo del laboratorio di fisica, posizione che occupò dal 1922 al 1926. Dal 1936 al 1951 fece parte, nuovamente, del National Bureau of Standards. Durante la seconda guerra mondiale fu consulente del Manhattan Project alla Columbia University. Dal 1947 al 1957 lavorò per la Naval Engineering Experiment Station di Annapolis, e quindi si ritirò dal lavoro.
Dal 1934 al 1936 Hersey aveva insegnato alla Brown University, e dal 1943 al 1945 alla Columbia University. Dal 1957 fino alla sua morte, nel 1978, fu professore in visita di ingegneria alla Brown University.
Nel 1965 l'ASME istituì il premio annuale denominato Mayo D. Hersey award da assegnare ai "contributi che si erano distinti e avessero continuato, per un considerevole periodo di tempo, al progresso della scienza e dell'ingegneria della tribologia", e la prima edizione venne assegnata ad Hersey. In 1967 l'ASME conferì ad Hersey l'ASME Medal.

## Pubblicazioni selezionate
- Mayo Dyer Hersey. On the Laws of Lubrication of Journal Bearings, 1915.
- Mayo Dyer Hersey. Theory of lubrication, J. Wiley & sons, inc., 1938.
- Hersey, Mayo Dyer e Richard F. Hopkins. Viscosity of lubricants under pressure. American Society of Mechanical Engineers, 1954.
- Mayo Dyer Hersey Theory and research in lubrication : foundations for future developments, John Wiley & Sons, 1966.